# Ricardo van der Velde
Ricardo van der Velde (* 19. Februar 1987 in Rijsbergen) ist ein ehemaliger niederländischer Radrennfahrer. Er war von 2005 bis 2013 Profi.

## Sportlicher Werdegang
Van der Velde wurde 2003 niederländischer Cyclocrossmeister in der Jugendklasse. Im nächsten Jahr gewann er bei der Europameisterschaft im Cyclocross in Vossem die Silbermedaille in der Juniorenklasse. 2005 war er auf der Straße bei der Junioren-Rundfahrt Vuelta al Besaya auf einem Teilstück erfolgreich. Ab Oktober 2005 fuhr van der Velde für das Team Rabobank Continental, das Farmteam des niederländischen ProTeams Rabobank.
2007 erreichte er den zweiten Platz bei den Niederländischen Meisterschaften bei der U23 im Cyclocross. 2008 gewann er eine Etappe bei der Tour de l’Avenir. Seinen größten Erfolg feierte van der Velde bei Sieg im MZF bei der Katar-Rundfahrt. Im gleichen Jahr belegte er bei den International Cycling Classic jeweils zwei zweite Etappenplätze und einen dritten Etappenplatz. 2011 konnte er nochmals einen zweiten und einen dritten Etappenplatz sowie den zweiten Gesamtplatz beim International Cycling Classic erreichen. 2012 belegte er bei der Tour of Qinghai Lake den zwölften Gesamtrang. Er beendete zum Ende der Saison 2013 seine Profi-Karriere.

## Familie
Sein Vater Johan van der Velde und sein Bruder Alain van der Velde sowie sein Onkel Theo van der Velde waren ebenfalls Radsportler.

## Erfolge Straße
2008
- eine Etappe Tour de l’Avenir

2009
- eine Etappe MZF Katar-Rundfahrt

2006
- Cyclocross Lierop

2007
- Niederländische Meisterschaften - Cyclocross U23